# Briesen (Oder-Spree)
Briesen er en by i landkreis Oder-Spree i den tyske delstat Brandenburg. Briesen ligger sydvest for Berlin, og indgår i Amt Odervorland. Briesen er kendt tilbage til 1403.

## Bydele og bebyggelser
- Biegen
- Bunterschütz
- Dorismühle
- Freiheitsloose
- Karolinenhof
- Kersdorf
- Kersdorfer Schleuse
- Vorwerk Briesen
- Waldschlößchen